# Cowa
Cowa (Cová) ist ein osttimoresischer Suco im Südwesten des Verwaltungsamts Balibo (Gemeinde Bobonaro).

## Geographie
Cowa liegt im Süden des Verwaltungsamts Balibo. Im Norden liegt der Suco Batugade, im Nordosten Balibo Vila und im Osten Leohito. Im Süden und Westen grenzt Cowa an das indonesische Westtimor. Die Grenze zum Nachbarland wird im Süden vom Fluss Talau gebildet, der im späteren Verlauf Taipui heißt. Im Nordwesten ist der Acodato der Grenzfluss zwischen den beiden Staaten. Cowa hat eine Fläche von 75,76 km² und teilt sich in die fünf Aldeias Bawai (Bauwai, Bau Ai), Futatas, Lalis, Mane Hat (Manehat, deutsch „vier Männer“) und Rai Luli (Railuli).
Größtes Siedlungszentrum Cowas ist Futatas mit dem nördlich anschließenden Dorf Weelesse (Wekese, Weklese). Futatas liegt in der Mitte des Sucos. Östlich liegt das Dorf Katimuben (Bawai), im Nordosten des Sucos Holobili, Haliren (Halirem) und Oepauk, im Süden der Ort Wefau und im Westen die Ortschaften Fatukbelak, Mane Hat, Rai Luli 1, Rai Luli 2, Weono und Has Naruk. Im Siedlungszentrum von Futatas gibt es ein Hospital und eine Filialkirche. Grundschulen befinden sich in Weelesse, Lalis, Railuli und Haliren. Auch in Mane Hat steht eine Filialkirche. Timor Telecom und Telemor betreiben Sendeanlagen im Osten des Sucos, Im Westen stehen nebeneinander Stützpunkte der Zollbehörde Osttimors, der Verteidigungskräfte (F-FDTL), der Grenzpolizei (UPF) und der Polizei für Spezialoperationen (COE). Ein weiterer Posten der UPF (Lage) liegt südlich von Wefau.
Im Osten liegen die Berge Katimuben (Lage), Tukufatin (Lage) und Taruik Bulawaun (Lage), im Süden Bauwain (Lage), Tubu Kilaren (Lage), Mewak (Lage), Gila (Lage) und Hila (Lage), im Westen Nuaf Railuli (Lage), Foho Baireness (Lage) und im Norden Taruik Kotabot (Lage), Taruik Wirena (Lage), Animnala (Lage) und Malunmutuk (Lage).

## Einwohner

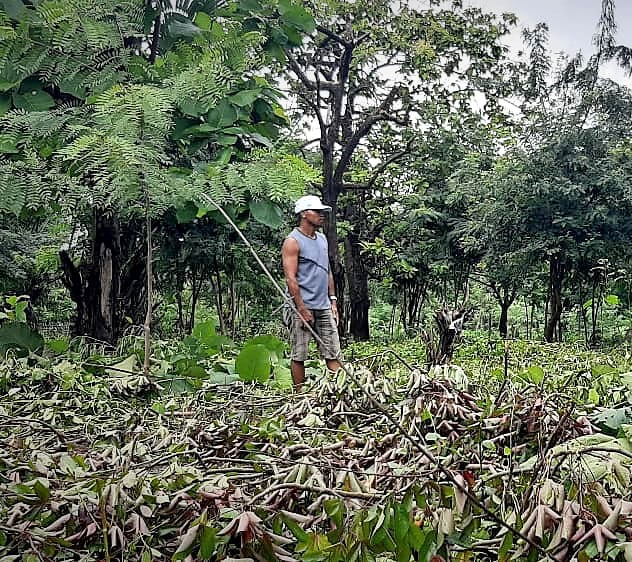
Im Nordwesten der Aldeia Rai Luli

Im Suco leben 1.773 Einwohner (2022), davon sind 917 Männer und 856 Frauen. Im Suco gibt es 514 Haushalte. Über 65 % der Einwohner geben Tetum Terik als ihre Muttersprache an. Über 30 % sprechen Bekais und eine kleine Minderheit Tetum Prasa.

## Geschichte

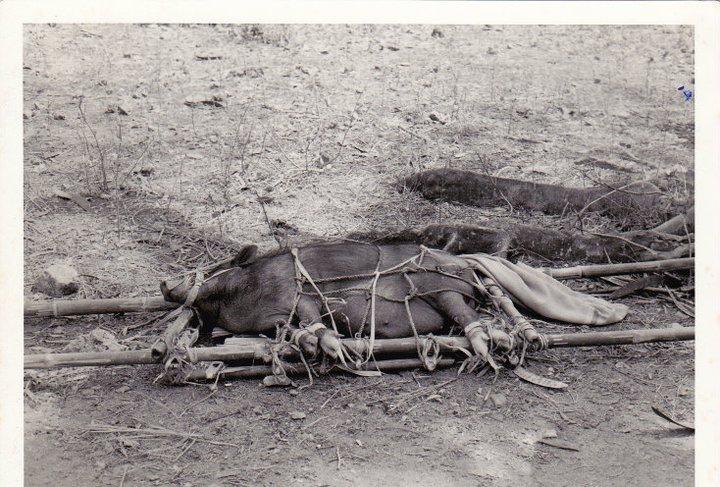
Schweinetransport in Cowa (1968/70)

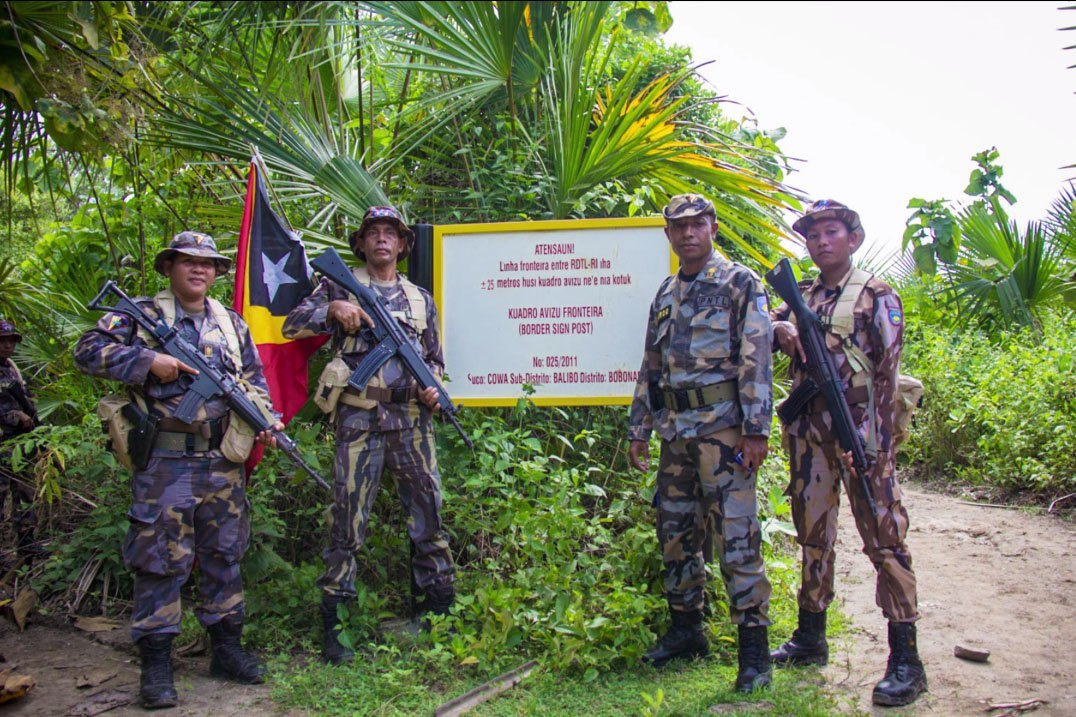
Grenzpolizisten an einem Hinweisschild der Staatsgrenze in Cowa

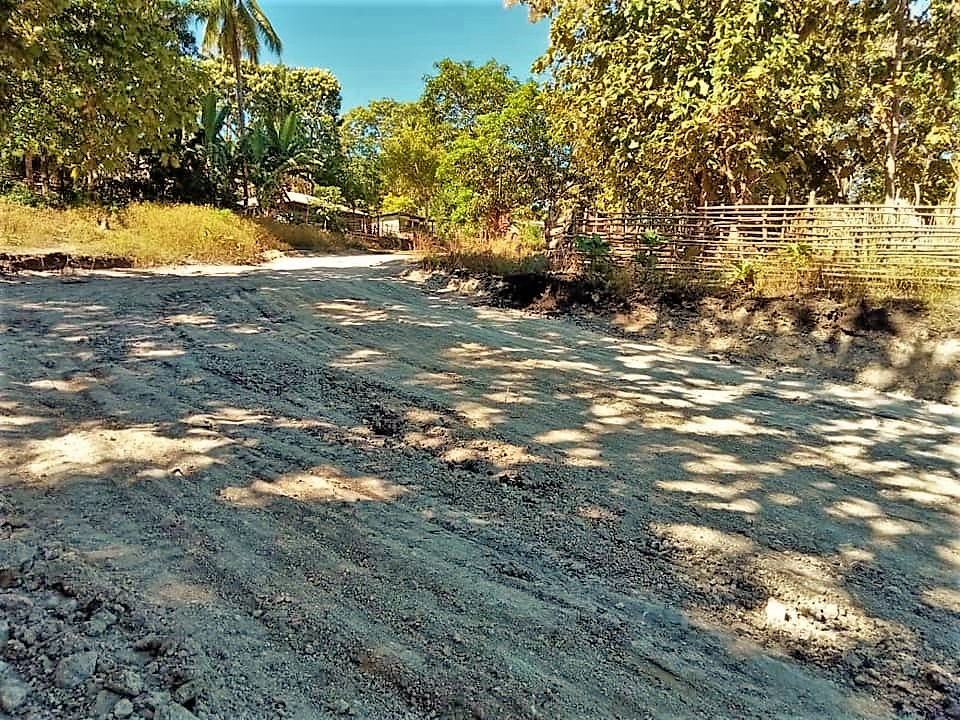
Straße in Cowa (2021)

Cowa war früher eines der traditionellen Reiche Timors, die von Liurais regiert wurden. Es erscheint auf einer Liste von Afonso de Castro, einem ehemaligen Gouverneur von Portugiesisch-Timor, der im Jahre 1868 47 Reiche aufführte. Das Reich Cowas reichte von der Sawusee bis ins Gebiet des niederländischen Westtimors. Auch Batugade, mit seiner portugiesischen Festung, lag auf dem Gebiet Cowas.
1865 vereinigte sich das Tetum-Reich von Cowa mit Balibo im Kampf gegen die Portugiesen. Der Umstand, dass Cowa auch von Herrschern aus dem Westteil der Insel unterstützt wurde, beunruhigte die Portugiesen zusätzlich. Portugal reagierte mit dem Beschuss der Küste durch die Dampfschiff-Korvette Sa de Bandeira. 1868 begann von Batugade aus eine portugiesische Offensive gegen Cowa und Balibo. Während Balibo bereits 1871 kapitulierte, erkannte Cowa erst 1881 die Vorherrschaft Portugals an.
1894 unterzeichnete die Herrscherin Margarida Ribeiro Pires einen neuen Vasallenvertrag mit Portugal. Noch im selben Jahr unterstützte Cowa, zusammen mit anderen Reichen im Westen von Portugiesisch-Timor, Obulo und Marobo im Aufstand gegen die Portugiesen. Im September 1895 konnten die Timoresen die Streitmacht von Hauptmann Eduardo da Câmara vernichten. Auch alle europäischen Offiziere kamen ums Leben, Câmara wurde enthauptet. Gouverneur José Celestino da Silva entsandte daraufhin eine Strafexpedition, die nacheinander die Reiche der Rebellen heimsuchte und dem Erdboden gleichmachte. Leutnant Francisco Duarte und Hauptmann Francisco Elvaim kommandierten die Streitmacht mit fast 6000 Mann, inklusive 40 Portugiesen. Nachdem im August 1896 Sanirin verheert wurde, war der Widerstand in Cowa nur noch schwach. Auch hier kam es zu Plünderungen und Morden. Im rituellen Zentrum Cowas fanden die Portugiesen den Kopf Câmaras und anderer an einem Baum hängen. Viele Einwohner waren in das niederländische Westtimor geflohen.
Herrscher von Cowa
- Dom Joaquim Ribeiro (etwa 1769)
- Dom Lourenço Ribeiro da Costa (1815–1817)
- Dom Feliciano Ribeiro da Costa (1832)
- Dona Anna Ribeiro da Costa (1854)
- Bruno (vor 1870)
- Dona Maria Pires (1870–1871)
- Dona Ursula (1870–?)
- Dona Margarida Ribeiro Pires (1894–?)

## Politik
Bei den Wahlen von 2004/2005 wurde João Martins R. Hornai zum Chefe de Suco gewählt. Bei den Wahlen 2009 gewann Saul da Cruz, 2016 Zeferino Araújo. und 2023 Ernesto da Cruz Maia.